# Xanthocryptus lugubris
Xanthocryptus lugubris là một loài tò vò trong họ Ichneumonidae.